# Nihon shoki
 (janvier 2021).
Le Nihon shoki (日本書紀, Annales ou Chroniques du Japon), aussi appelé Nihongi (日本紀) et achevé en 720, a été rédigé par le prince Toneri, Ō no Yasumaro ainsi que d’autres historiens de l’époque, et dédicacé à l'impératrice Genshō.

## Description
Le Nihon shoki, écrit en pur chinois, constitue l’une des rares sources officielles écrites sur l’histoire des origines du Japon après le Kojiki. Tous deux décrivent l’origine divine de la famille impériale japonaise.
Le Nihon shoki est dédié à l'impératrice Genshō et rédigé par Ō no Yasumaro. Le texte est complété et achevé par le prince Toneri en 720.
Comparé au Kojiki qui est plus ancien, le Nihon shoki est plus élaboré et est une source inestimable pour les historiens car il comporte des informations très complètes à propos de l’histoire ancienne du Japon.
Comme le Kojiki, le Nihon shoki commence par des récits mythologiques mais aborde ensuite les événements historiques contemporains. Le Nihon shoki se concentre sur les mérites et les erreurs des souverains. Il rapporte les contacts diplomatiques avec la Chine et la Corée, ainsi que de nombreux autres événements historiques. Le Kojiki était écrit en japonais transcrit avec des caractères chinois. Le Nihon shoki, quant à lui, a été écrit en chinois comme il se devait pour les documents officiels de cette époque.
Il n’existe cependant aucun original mais il a été reconstitué grâce à de nombreuses copies, souvent partielles.

## Chronique
(février 2012).

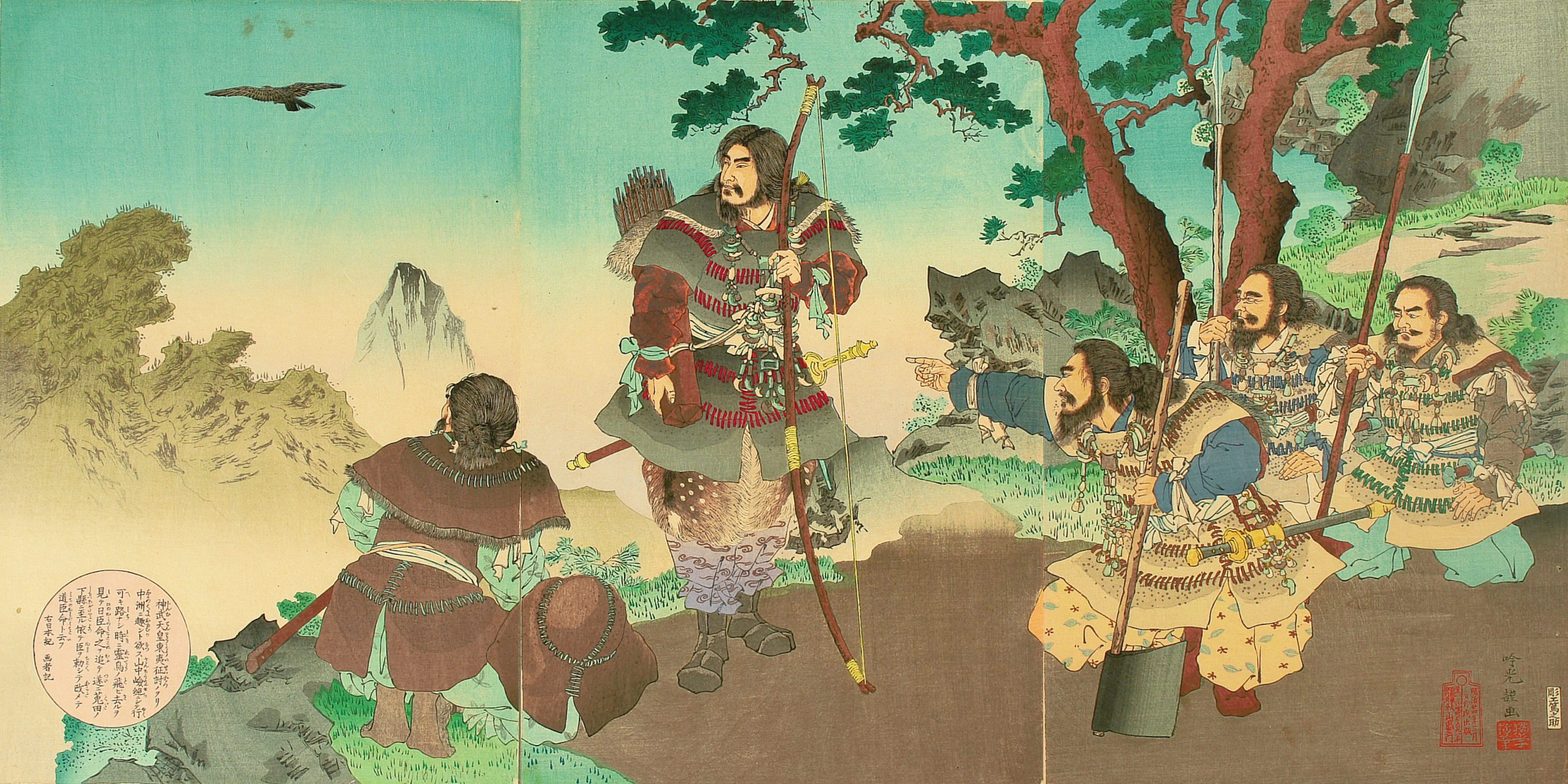
L'Empereur Jinmu, impression couleur d'une gravure sur bois de la série des Nihon shoki par Adachi Ginkō (1891).

- Chapitre 1 : Les mythes, 1er chapitre, Kami no Yo no Kami no maki
- Chapitre 2 : Les mythes, 2e chapitre, Kami no Yo no Shimo no maki
- Chapitre 3 : L’empereur Jimmu, Kamuyamato Iwarebiko no Sumeramikoto
- Chapitre 4 :
  - L’empereur Suizei, Kamu Nunakawamimi no Sumeramikoto
  - L’empereur Annei, Shikitsuhiko Tamatemi no Sumeramikoto
  - L’empereur Itoku, Ōyamato Hikosukitomo no Sumeramikoto
  - L’empereur Kōshō, Mimatsuhiko Sukitomo no Sumeramikoto
  - L’empereur Kōan, Yamato Tarashihiko Kuni Oshihito no Sumeramikoto
  - L’empereur Kōrei, Ōyamato Nekohiko Futoni no Sumeramikoto
  - L’empereur Kōgen, Ōyamato Nekohiko Kunikuru no Sumeramikoto
  - L’empereur Kaika, Wakayamato Nekohiko Ōbibi no Sumeramikoto
- Chapitre 5 : L’empereur Sujin, Mimaki Iribiko Iniye no Sumeramikoto
- Chapitre 6 : L’empereur Suinin, Ikume Iribiko Isachi no Sumeramikoto
- Chapitre 7 :
  - L’empereur Keikō, Ōtarashihiko Oshirowake no Sumeramikoto
  - L’empereur Seimu, Waka Tarashihiko no Sumeramikoto
- Chapitre 8 : L’empereur Chūai, Tarashi Nakatsuhiko no Sumeramikoto
- Chapitre 9 : L’impératrice Jingu, Okinaga Tarashihime no Mikoto
- Chapitre 10 : L’empereur Ojin, Homuda no Sumeramikoto
- Chapitre 11 : L’empereur Nintoku, Ōsasagi no Sumeramikoto
- Chapitre 12 :
  - L’empereur Richū, Izahowake no Sumeramikoto
  - L’empereur Hanzei, Mitsuhawake no Sumeramikoto
- Chapitre 13 :
  - L’empereur Ingyō, Oasazuma Wakugo no Sukune no Sumeramikoto
  - L’empereur Ankō, Anaho no Sumeramikoto
- Chapitre 14 : L’empereur Yūryaku, Ōhatsuse no Waka Takeru no Sumeramikoto
- Chapitre 15 :
  - L’empereur Seinei, Shiraka no Take Hirokuni Oshi Waka Yamato Neko no Sumeramikoto
  - L’empereur Kenzō, Woke no Sumeramikoto
  - L’empereur Ninken, Oke no Sumeramikoto
- Chapitre 16 : L’empereur Buretsu, Ohatsuse no Waka Sasagi no Sumeramikoto
- Chapitre 17 : L’empereur Keitai, Ōdo no Sumeramikoto
- Chapitre 18 :
  - L’empereur Ankan, Hirokuni Oshi Take Kanahi no Sumeramikoto
  - L’empereur Senka, Take Ohirokuni Oshi Tate no Sumeramikoto
- Chapitre 19 : L’empereur Kimmei, Amekuni Oshiharaki Hironiwa no Sumeramikoto
- Chapitre 20 : L’empereur Bidatsu, Nunakakura no Futo Tamashiki no Sumeramikoto
- Chapitre 21 :
  - L’empereur Yomei, Tachibana no Toyohi no Sumeramikoto
  - L’empereur Sushun, Hatsusebe no Sumeramikoto
- Chapitre 22 : L’impératrice Suiko, Toyomike Kashikiya Hime no Sumeramikoto
- Chapitre 23 : L’empereur Jomei, Okinaga Tarashi Hihironuka no Sumeramikoto
- Chapitre 24 : L’impératrice Kogyoku, Ame Toyotakara Ikashi Hitarashi no Hime no Sumeramikoto
- Chapitre 25 : L’empereur Kōtoku, Ame Yorozu Toyohi no Sumeramikoto
- Chapitre 26 : L’impératrice Saimei, Ame Toyotakara Ikashi Hitarashi no Hime no Sumeramikoto
- Chapitre 27 : L’empereur Tenji, Ame Mikoto Hirakasuwake no Sumeramikoto
- Chapitre 28 : L’empereur Temmu, 1er chapitre, Ama no Nunakahara Oki no Mahito no Sumeramikoto, Kami no maki
- Chapitre 29 : L’empereur Temmu, 2e chapitre, Ama no Nunakahara Oki no Mahito no Sumeramikoto, Shimo no maki
- Chapitre 30 : L’impératrice Jitō, Takamanohara Hirono Hime no Sumeramikoto